# Alberto Asor Rosa
Pour les articles homonymes, voir Rosa.
Alberto Asor Rosa (né le 23 septembre 1933 à Rome et mort le 21 décembre 2022 dans la même ville) est un critique littéraire, écrivain, universitaire et penseur politique italien.

## Biographie
De formation marxiste, proche de l'opéraïsme de Mario Tronti, Alberto Asor Rosa collabore aux revues Quaderni rossi, Classe operaia, Laboratorio politico et Mondo nuovo. Il a été directeur de la revue Contropiano et, à partir de 1990, de l'hebdomadaire du Parti communiste italien, Rinascita.  Il a conçu et dirigé les volumes Letteratura italiana chez Einaudi.
En 1956, à la suite de l'insurrection de Budapest, il a été parmi les signataires du « manifeste des 101 » qui déplorait l'intervention soviétique.
En 1965, dans l'imposante étude Scrittori e popolo (Écrivains et peuple), il identifie et soumet à la critique le populisme présent dans la littérature italienne contemporaine, critiquant entre autres Cuore d'Edmondo De Amicis, ou encore le roman de Pier Paolo Pasolini, I Ragazzi, qui traite de la prostitution masculine dans des tons néoréalistes et sans moralisme.
À partir de 1972, il a été professeur de littérature italienne à l'université La Sapienza de Rome.
Il a été député du Parti communiste italien de 1979 à 1980,,.
Il abandonne l'enseignement en 2003, une fois atteint l'âge de la retraite. Il commence des récits, en publiant les romans L'alba di un mondo nuovo (Einaudi, 2002), Storie di animali e altri viventi (Einaudi, 2005) et Assunta e Alessandro (Einaudi, 2010).
En 2002, il est fait citoyen d'honnneur d'Artena, un bourg où il passait les étés dans son enfance.
En 2004, il recommence à animer la revue Bollettino di italianistica, semestriel de critique, d'histoire littéraire, de philologie et de linguistique, en en prenant la direction.
Il reprend l'enseignement en 2006 à l'université La Sapienza de Rome.
En 2011, il défraie la chronique avec un article dans Il Manifesto, dans lequel il plaide pour un « état d'urgence » qui suspendrait les immunités parlementaires, redonnerait le pouvoir à la justice et résoudrait une fois pour toutes le problème des conflits d'intérêts.

## Publications

### Critique littéraire
- Scrittori e popolo, Samonà e Savelli, 1965
- La cultura della Controriforma, Laterza, 1974
- La cultura, in Storia d'Italia, vol. IV: Dall'Unità ad oggi, t. II, Einaudi, 1975
- Genus Italicum, Einaudi, 1977
- Sintesi di storia della letteratura italiana, La Nuova Italia, 1979
- Intellettuali, in Enciclopedia Einaudi, vol. VII, Einaudi, 1979
- Letteratura Italiana Einaudi (a cura di), Einaudi, 1982-2000
- Ungaretti e la cultura romana écrit avec L. De Nardis, L. Piccioni et Luigi Silori, Bulzoni, 1983
- Un altro Novecento, La Nuova Italia, 1999
- Letteratura italiana del Novecento. Bilancio di un secolo, Einaudi, 2000
- Stile Calvino: cinque studi, Einaudi, 2001
- Storia europea della letteratura italiana, Einaudi, 2009

### Essais politiques
- Le due società, Einaudi, 1977
- L'ultimo paradosso, Einaudi, 1985
- Fuori dall'Occidente, Einaudi, 1992
- La sinistra alla prova, Einaudi, 1996
- L'alba di un mondo nuovo, Einaudi, 2002
- Il grande silenzio. Intervista sugli intellettuali, a cura di Simonetta Fiori, Laterza, 2009

### Récits
- Storie di animali e altri viventi, Einaudi, 2005
- Assunta e Alessandro. Storie di formiche, Einaudi, 2010